# Pleurothallis hastulata
Pleurothallis hastulata là một loài thực vật có hoa trong họ Lan. Loài này được Rchb.f. & Warm. miêu tả khoa học đầu tiên năm 1881.